# Saint-Martin-de-Vaulserre
Saint-Martin-de-Vaulserre – miejscowość i gmina we Francji, w regionie Owernia-Rodan-Alpy, w departamencie Isère.
Według danych na rok 1990 gminę zamieszkiwało 191 osób, a gęstość zaludnienia wynosiła 49 osób/km² (wśród 2880 gmin regionu Rodan-Alpy Saint-Martin-de-Vaulserre plasuje się na 1436. miejscu pod względem liczby ludności, natomiast pod względem powierzchni na miejscu 1593.).